# Sarath
БМП-2 «Sarath» («Колесница Победы») — индийская модификация советской БМП-2, предназначенная для транспортировки личного состава к переднему краю, повышения его мобильности, вооружённости и защищённости на поле боя в условиях применения ядерного оружия и совместных действий с танками в бою. Её лицензионное производство налажено на заводе Ordnance Factory Medak. Всего, по разным оценкам, изготовлено более двух с половиной тысяч штук различных образцов такой техники.

## История
В 1984 году Индия получила лицензию на производство 3000 БМП-2. Первая БМП, собранная из советских компонентов, была готова к 1987 году. К 1999 году в Индии производилось около 90 % компонентов машины и связанных с ней систем. К 2007 году удалось произвести 1250 единиц бронетехники. В 2020 году Министерство обороны Индии разместило заказ на производство 156 БМП для нужд мотострелковых подразделений индийской армии. Ожидается, что заказ на сумму 145 миллионов долларов будет выполнен к 2021 году государственной компанией Ordnance Factory Board на производственных мощностях rdnance Factory Medak, которая уже имеет опыт производства подобных машин.

## Описание конструкции

### Вооружение
Вооружение машины осталось прежним: 30-мм автоматическая пушка 2А42, спаренный с ней 7,62 мм ПКТ (боекомплект — 2000 патронов) и возможность установки ПТРК (AT-4 Spigot или AT-5 Spandrel с максимальной дальностью до 4 км)

### Подвижность
На БМП-2 «Sarath» установлен двигатель мощностью 300 л.с, что позволяет ей развивать скорость до 65 км/ч по прямой и передвигаться по пересеченной местности со скоростью в 40-50 км/ч. После модернизации машина не потеряла плавучесть и по-прежнему способна преодолевать водные препятствия со скоростью до 7 км/ч при помощи перемотки гусениц.
Индийская машина не уступает базовому образцу в проходимости и способна преодолевать подъём до 35° и ров, шириной в 2,5 м.

### Защищенность
Защищенность машины осталась на прежнем уровне, за исключением усиленной защиты МТО (моторно-трансмиссионное отделение). БМП имеет круговую противопульную защиту и возможность отстрела дымовых гранат. По данным Минобороны Индии, новый хамелеоноподобный камуфляж позволил значительно снизить заметность от стандартных средств обнаружения.

## Машины на базе
- BMP-2 Light Tank — легкий танк, разработанный DRDO на базе БМП-2
- БМП-2К «Sarath» — командирская машина, аналогичная советской[6][7]
- «Бронированная скорая помощь» — версия БМП, лишенная пушки и дымовых гранатометов. Десантное отделение модернизировано для размещения 4-х комплектов носилок
- БРЭМ на базе БМП-2 с лебедкой и гидравлическим краном
- Траншейная бронированная машина — версия БМП-2 без башни. Оснащена бульдозерным отвалом, минным тралом и лебедкой, грузоподъемностью до 8 тонн
- NAMICA (Nag Missile Carrier) — самоходный ПТРК на базе БМП-2. Оснащена ПТУР 3-го поколения («выстрелил-забыл») с тандемной БЧ и дальностью не менее 4-х км
- ЗРК «Akash» — зенитно-ракетный комплекс на базе модифицированного шасси «Sarath» с 7-ю опорными катками. Сверху на корпусе установлена пусковая установка для трех ЗУР с дальностью 27 км и полуактивной ГСН.
- ЗРК «Trishul» — вариант с 4-мя ЗУР и РЛС «Flycatcher». Машина проходила испытания в 2003-м году, но на вооружение так и не поступила.
- «Rajendra» — РЛС с ФАР на удлиненном шасси БМП-2. Предназначен для использования в комплексе с ЗРК «Akash».
- «Muntra» — беспилотная БРДМ, предназначена для обнаружения источников химического и ядерного загрязнения, а также минных заграждений.
- 105-мм САУ — вариант БМП-2 со 105-мм Indian Light Field Gun. Боекомплект — 42 снаряда. Была впервые показана в феврале 2010 года на выставке DEFEXPO-2010 в Нью-Дели, рассматривается как вариант замены FV433 Abbot.[8][9]